# Enti
Ente je Valië Yavanna, zaštitnica prirode, stvorila kako bi čuvali šume. U cijelom Međuzemlju, jedino se oni zaista brinu za njih. Enti imaju čast zvati se prvima jer su stariji čak i od vilenjaka. Na početku su bili jedva nešto drukčiji, nešto svjesniji od običnog drveća. Vilenjaci, koje je zanimalo sve što raste i koji su dok su bili mladi provodili dane tražeći druga im, po inteligenciji srodna bića, ente uče svojem jeziku. Poslije toga, enti postaju narod. Enti izvana izgledaju kao drveće, snažni su i čvrsti. Obično su mirni, razmišljaju vrlo polako i smireno, no kada se naljute u stanju su uništiti čitavu vojsku orka i trolova. Kao i vilenjaci, bili su besmrtni, no s vremenom upadaju u određen čaroban san i postaju sve sličniji drveću koje čuvaju. Za razliku od muškaraca, ženke enta zanimaju ravnice i uzgajanje niskog raslinja. Kada su se u Međuzemlju pojavili ljudi, entice su ih naučile obrađivanju zemlje nakon čega se više ne spominju u pričama naroda Međuzemlja. Enti su proveli dugo vremena u potrazi, pretražili su sve šume i polja Međuzemlja, ali svoje družice nikada nisu našli. U vrijeme Rata za Prsten, jedini enti žive u šumi Fangorn između Isengarda i Edorasa. U bitci za Hornburg zajedno s Huornima (probuđenim stablima), predvođeni Drvobradašem, opkoljavaju izlaz iz Helmove klisure. Orci koji su bježeći nakon poraza ušli pod krošnje njihove šume, nikada više nisu vidjeli svjetlo dana. Čak se i veliki čarobnjak Saruman skrivao nemoćan pred razbješnjenim Čuvarima drveća iza čvrstih zidina Orthanca.